# Raša (folyó)
A Raša (olaszul: Arsa) egy folyó Horvátországban, az Isztriai-félszigeten.

## Leírása
A Raša az Učka és Ćićarija-hegységek lejtőin feltörő Krbunski (Karbuna) és Vlaški (Poserta) forráspatakokból ered. A Raša vízgyűjtőterülete nagyon összetett. A legészakibb mellékvize a Letajski-patak, amelynek forrása Paztól délre, a tengerszint felett körülbelül 300 m magasságban található, és amely lefelé számos időszakos záporpatakot fogad. Ezután a Gradinski- és Krbunski-patakok csatlakoznak hozzá, amelyek a Letajskival együtt a Vlaški-patakot alkotják, és 50 m tengerszint feletti magasságban csatlakoznak hozzá. A Grajanski-, a Gologorički- és a Švički-patakok, amelyek együttesen adják a déli Krbunski-patakot.
A Krbunski- és a Vlaški-patak Potpićan településnél egyesülve immár Raša néven folyik tovább, átfolyik a 12 hosszú és 1 km széles Raša dragán, és Raša település határában ömlik a Rašai-öbölbe. A Raša draga valójában a Raša völgyének víz alatti része. Alsó részén az árapály befolyásolja a brakkvíz megjelenését. A folyó hosszúsága 23 km, vízgyűjő területe 279 km². A karsztot borító vastag negyedkori lerakódásoknak köszönhetően végig a felszínen áramlik. Fő mellékvize a Kostadina. Folyásának középső részén több bőséges forrásból kap vizet (Bolobani, Sušnica, Sveti Antun, Grdak, Rakonek, Mutvica, Fonte Gaj). A Rakonek és a Fonte Gaj források vize biztosítja 1940 óta Labin, 1960 óta pedig Póla vízellátását is.

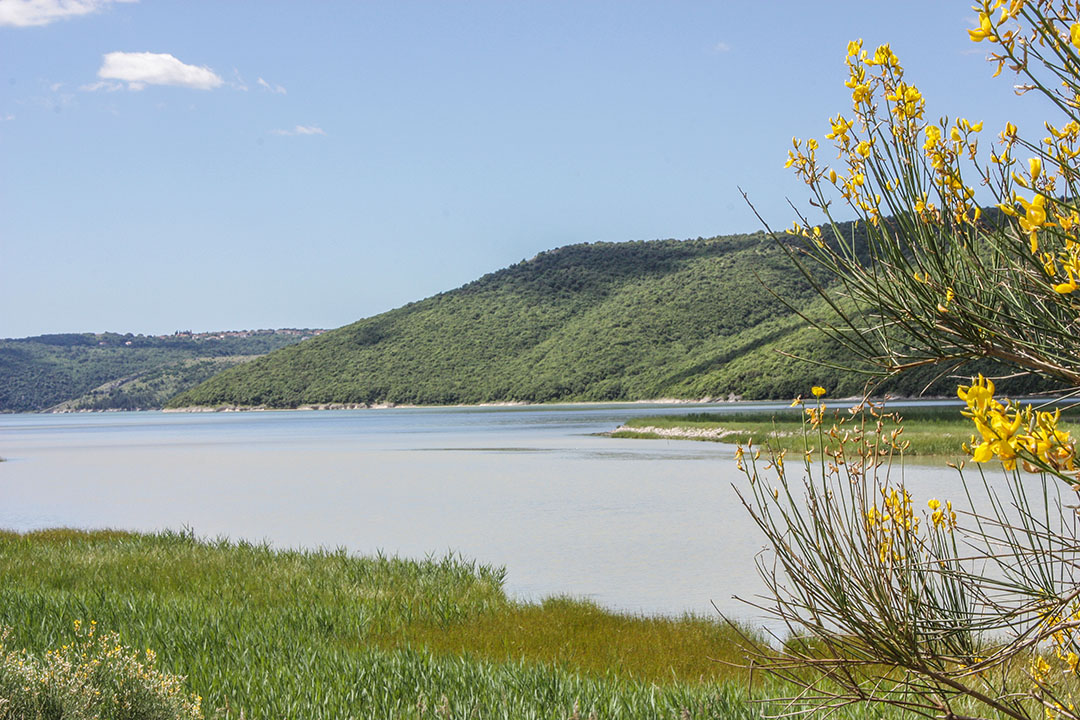
A Raša torkolata

A folyó írásos dokumentumokból Arsia néven ismert a római időkből, amikor etnikai és politikai határt jelentett. A Raša torkolatánál próbálkoztak egy sólepárló telep megépítésével, de a túl iszapos fenék miatt ez nem sikerült. A múltban a Raša-völgyben megpróbáltak rizst termeszteni. A meder rendezésével kapcsolatos munkálatokat a 19. és a 20. században végezték el. A két háború között a Raša teljes folyását és a Krbunski-patak völgyét meliorációs munkákkal visszanyerték mezőgazdasági termelés céljára.

## Állatvilága
Fő halfajai a ponty és a compó, míg a torkolat közelében sok angolna, aranydurbincs, farkassügér és tengeri pér található a vizében.

## Fordítás
Ez a szócikk részben vagy egészben  a   Raša (rijeka) című horvát Wikipédia-szócikk ezen változatának fordításán alapul.  Az eredeti cikk szerkesztőit annak laptörténete sorolja fel. Ez a jelzés csupán a megfogalmazás eredetét és a szerzői jogokat jelzi, nem szolgál a cikkben szereplő információk forrásmegjelöléseként.